# The New Black
The New Black è il quinto ed ultimo album della band heavy metal canadese Strapping Young Lad. È uscito l'11 luglio 2006.

## Tracce
1. Decimator – 2:53
2. You Suck – 2:40
3. Anti Product – 3:56
4. Monument – 4:11
5. Wrong Side – 3:35
6. Hope – 5:02
7. Far Beyond Metal – 4:36
8. Fucker – 3:53
9. Almost Again – 3:43
10. Polyphony – 1:54
11. The New Black – 6:15

## Formazione
- Devin Townsend - voce, chitarra, produzione
- Jed Simon - chitarra
- Gene Hoglan - batteria e percussioni
- Byron Stroud - basso
- Will Campagna - tastiere
- Oderus Urungus (GWAR) - voce ospite per "Far Beyond Metal"
- Bif Naked - voce ospite per "Fucker"
- Cam Kroetsch - voce ospite per "You Suck"